# Carey More
Carey More (London, nasceu em 1962), é uma atriz estadunidense americana que já estrelou em filmes e na televisão.

## Vida Pessoal
Ela já apareceu em alguns shows com sua irmã gêmea, a atriz Camilla More. Ela é conhecida por interpretar o papel de Terri no filme de terror de 1984 Friday the 13th: The Final Chapter. Ela também apareceu na comédia de 1985 Once Bitten.

## Filmografia
| Título                             | Ano  |
| Friday the 13th: The Final Chapter | 1984 |